# Pachynectes
Pachynectes là một chi bọ cánh cứng trong họ Dytiscidae.
Chi này được Régimbart miêu tả khoa học năm 1903.

## Các loài
Chi này gồm các loài:
- Pachynectes costulifer (Régimbart, 1903)
- Pachynectes hygrotoides (Régimbart, 1895)
- Pachynectes mendax Guignot, 1960